# Magerwiesen-Margerite
Die Magerwiesen-Margerite (Leucanthemum vulgare, früher synonym: Chrysanthemum leucanthemum), auch Frühe Margerite oder kurz Margerite genannt, ist eine Pflanzenart aus der Gattung der Margeriten (Leucanthemum) in der Familie der Korbblütengewächse (Asteraceae).

## Beschreibung

### Vegetative Merkmale

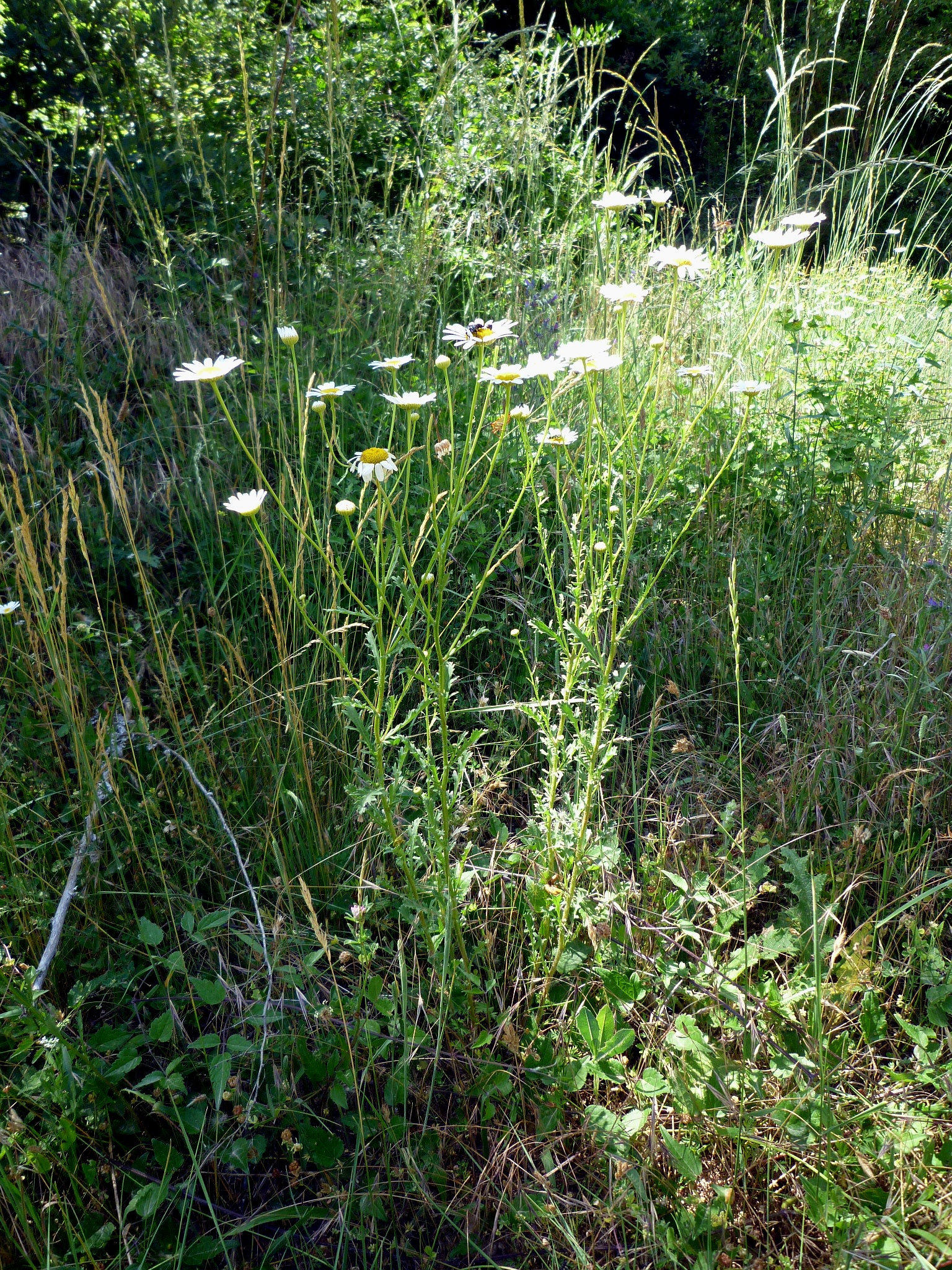
Habitus

Die Wiesen-Margerite ist eine ausdauernde krautige Pflanze, die Wuchshöhen von 20 bis 80 (100) Zentimetern erreicht. Ihr kantiger Stängel ist aufrecht und meist unverzweigt. Die spatelförmigen Laubblätter sind wechselständig angeordnet. Die unteren Blätter sind meist grob gezähnt, die oberen weniger stark. Spreite der mittleren Stängelblätter mindestens 5 mal so lang wie breit im unteren Drittel mit Zähnen, die länger sind als die Breite der unzerteilten Spreite. Untere Zähne verlängert, öhrchenartig angeordnet.

### Generative Merkmale

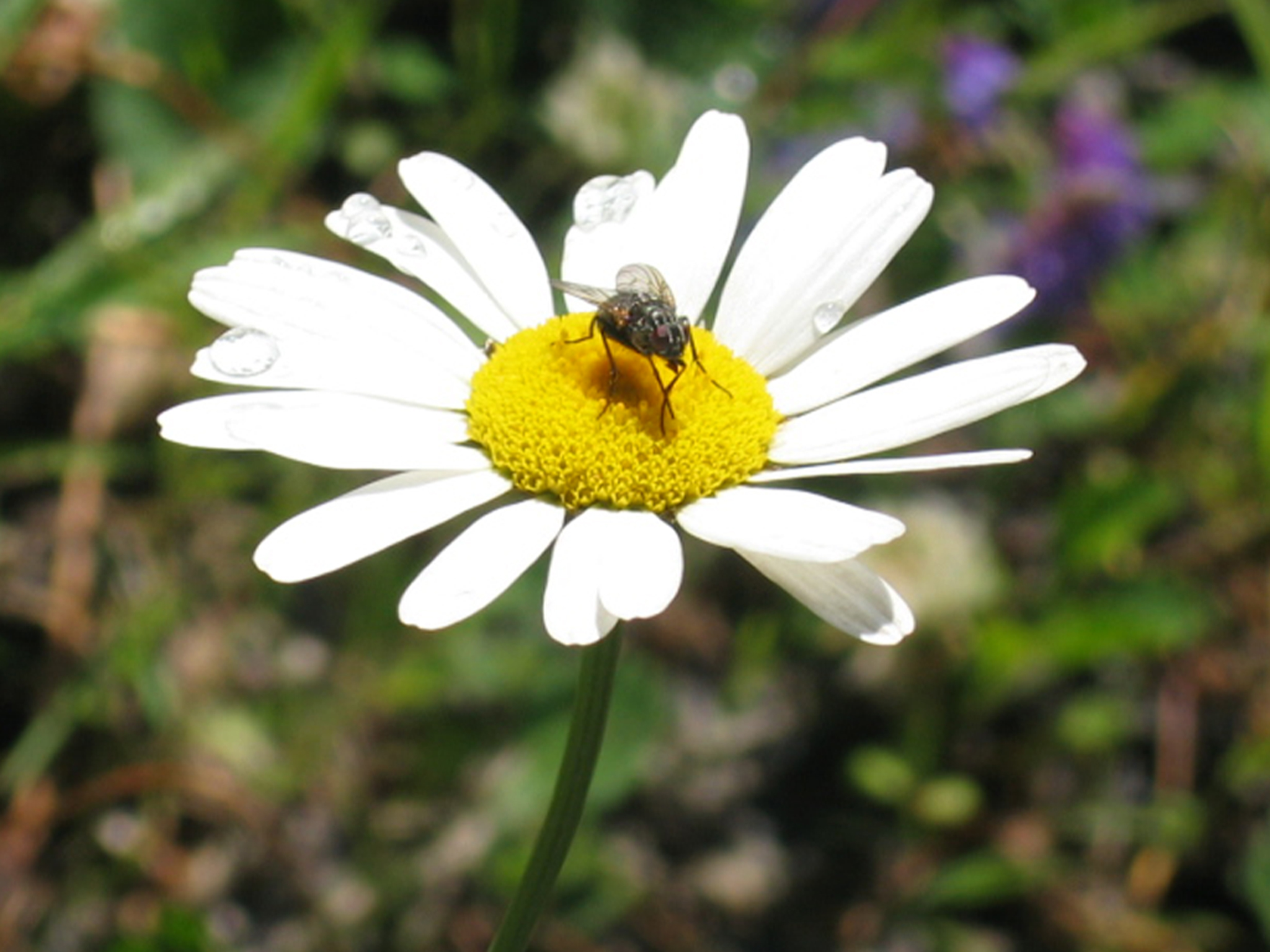
Der körbchenförmige Blütenstand

Die Blütezeit reicht von Mai bis September. Die körbchenförmigen Blütenstände haben einen Durchmesser von 4 bis 6 Zentimetern und verbreiten besonders beim Verwelken einen unangenehmen Geruch, sie stehen einzeln endständig auf den Stängeln. Die lanzettlichen Hüllblätter sind meist kahl mit schwarzbraunen Rändern. Der Blütenkorb enthält 20 bis Zungenblüten (Strahlenblüten) und 300 bis 400 Röhrenblüten (Scheibenblüten). Die reinweißen, weiblichen Zungenblüten sind 6 Millimeter breit. Die Röhrenblüten sind goldgelb und zwittrig und sind häufig in hexagonaler Kreispackung angeordnet.
Die Achänen sind zehnrippig und etwa 4 Millimeter lang.
Die Chromosomenzahl für Leucanthemum vulgare im engeren Sinne beträgt 2n = 18, die der Wiesen-Margerite (Leucanthemum ircutianum) beträgt 2n = 36.

## Ökologie

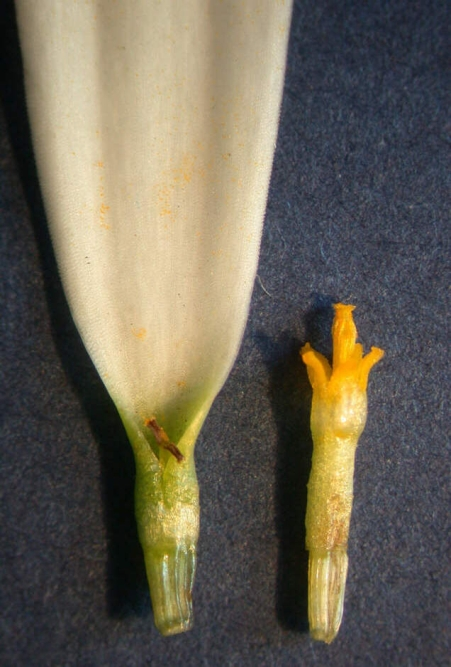
Eine Strahlen- und eine Röhrenblüte

Die Wiesen-Margerite ist ein tiefwurzelnder Hemikryptophyt, der im Laufe der Zeit Rasen entwickeln kann.
Der körbchenförmige Blütenstand kann auch als Blume bezeichnet werden, in der Blütenökologie meint man damit die bestäubungsbiologische Einheit der Blütenpflanzen. Der ganze körbchenförmige Blütenstand dient zur Anlockung der bestäubenden Insekten, dabei dienen die weißen Zungenblüten als Schauorgane und nur die Röhrenblüten sind fertil. Der kontrastreiche Blütenstand vom „Körbchenblumentyp“  ist also gynomonözisch. Er dient als Schauorgan für Blütenbesucher wie Wildbienen, Wespen, Fliegen, Käfer und Tagfalter. Es kann aber auch spontane Selbstbestäubung stattfinden.
Die Diaspore sind Achänen mit bleibendem Kronrest. Die Achänen breiten sich als Wind- und Tierstreuer aus; es findet aber auch Wasserhaft- und Zufallsverbreitung durch Huftiere statt. Die Fruchtreife liegt September bis Oktober.

## Toxikologie
Die Wiesen-Margerite ist nicht giftig, aber fast alle Pflanzenteile können bei Berührung mit der Haut Kontaktallergien auslösen.
Sie ist mit Sicherheit an der aerogenen Kontaktdermatitis beteiligt; dafür spricht ganz besonders ihre phototoxische Wirkung, die durch Polyacetylene hervorgerufen wird.

## Vorkommen
Wiesen-Margeriten als Artengruppe sind in ganz Europa verbreitet. In Deutschland, Österreich und der Schweiz ist diese Artengruppe überall sehr häufig.
Die Magerwiesen-Margerite im engeren Sinne wächst überwiegend auf stickstoffarmen, sonnigen bis halbschattigen, frischen bis halbtrockenen Wiesen, Weiden und Ruderalstandorten. Leucanthemum vulgare ist eine Charakterart des Verbands Mesobromion.

## Systematik
Die Erstveröffentlichung von Leucanthemum vulgare erfolgte 1779 durch Jean Baptiste de Monnet de Lamarck in Flore Française, 2, S. 137.
Leucanthemum vulgare bildet mit mehreren anderen ähnlichen Arten, etwa mit der Fettwiesen-Margerite (Leucanthemum ircutianum) zusammen die Artengruppe der Wiesen-Margeriten (Leucanthemum vulgare agg.) Die systematischen Verhältnisse innerhalb der Gattung Leucanthemum sind Gegenstand molekularsystematischer Forschung. Die früheren Leucanthemum vulgare- und Leucanthemum atratum-Aggregate lassen sich vermutlich nicht halten. Mit relativer Gewissheit kann Nordafrika als Ursprung der Gattung angenommen werden. Insgesamt präsentiert sich die Gattung Leucanthemum aufgrund der häufigen Polyploidisierungsereignisse im Laufe ihrer Evolution als systematisch schwer zu gliedernde monophyletische Gruppe.

## Mensch und Margerite

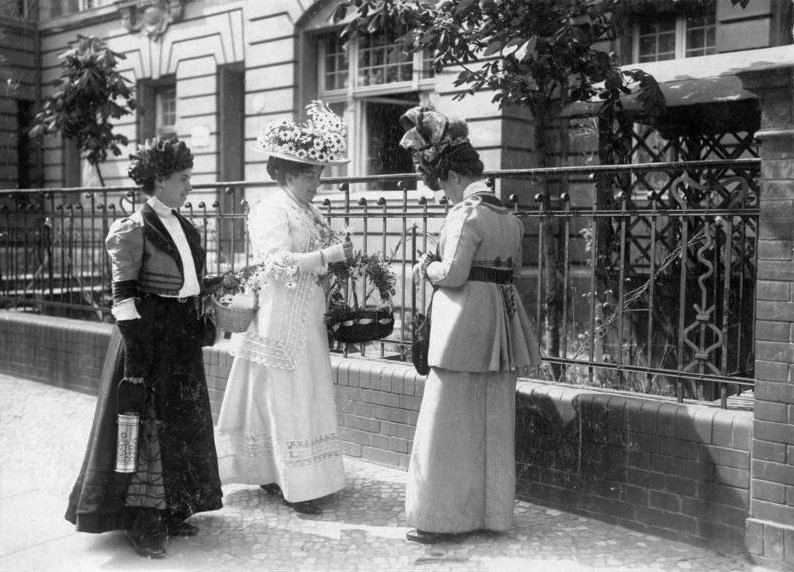
Sammlung beim Margeritentag 1911 in Berlin

Margeriten sind auch beliebte Zierpflanzen. Sie werden als Garten- oder Kübelpflanzen eingesetzt und als Schnittblumen verkauft. Zu Beginn des 20. Jahrhunderts bildeten die Margeriten das Thema der Margeritentage, an denen alle Straßen mit Margeriten festlich geschmückt und zu wohltätigen Zwecken Kunstblumen in Form der Margeriten verkauft wurden.

## Trivialnamen
Für die Artengruppe der Wiesen-Margeriten, deren Blüten im Mittelalter auch als iohanns blomen oder lateinisch Flores sancti iohannis bezeichnet wurden, bestehen bzw. bestanden auch die weiteren deutschsprachigen Trivialnamen: Große Chatzabluoma (St. Gallen im Rheintal), Dickkopp (Altmark), Doderblum (mittelhochdeutsch), Gänsblumen, Gansblume (Memmingen), Gaonsblume (Augsburg), Gehonnesbleamen (Siebenbürgen bei Schäßburg), Gehonnesgirkel (Siebenbürgen bei Seiburg), Geissblumen (Schaffhausen), Geisselblum (Zürich), Girkelblommen (Siebenbürgen bei Jacobsdorf), Gasbluoma (St. Gallen bei Werdenberg), Goseblomen, Hunneblome (Bremen), Jehonnesbleamen (Siebenbürgen), Jehonnesgirkel (Siebenbürgen bei Seiburg), St. Johanesbluoma (St. Gallen), St. Johaneskraut, St. Johannesblumen (Mainz, Preußen), Johannisblume (Graubünden, Lauban, Thüringen, Eifel), Grossi Käsbluoma (St. Gallen bei Werdenberg), Käseblume, Kalbsaugen (Metz, Trier, Speyer), Kranzblume (Eifel), Krispel (althochdeutsch), Küdille, Kuhtill (mittelhochdeutsch), Welschi Mannablüamli (St. Gallen bei Obertoggenburg), Große Margritli (Bern), Massliebe (Württemberg), Mattblume, Großi Monatbluoma (St. Gallen bei Untertoggenburg), Ochsenauge (mittelhochdeutsch), St. Petersblum (Österreich), Presserkragen (Mecklenburg), Rindsaug, Rindsblume, Sonnenwendblume (Kärnten), Toterblum (mittelhochdeutsch), Uissenaugen (Siebenbürgen), Wagenblume (Österreich), Wucherblume und Zantihansen (Emmental).